# Jaderný program Jihoafrické republiky
Jihoafrická republika je jedinou zemí na africkém kontinentě, která provozuje jadernou elektrárnu. Má rovněž výzkumný reaktor SAFARI a vyvíjela vlastní jadernou zbraň, které se dobrovolně vzdala na začátku 90. let.

## Civilní jaderný program
Prvním jaderným objektem v JAR byl reaktor SAFARI, který postavili Američané v rámci programu Atoms for Peace. V USA také prošla výcvikem velká část první generace jihoafrických jaderných vědců (okolo 90 lidí). Stavba reaktoru byla zahájena v roce 1961 a zahájil svou práci o čtyři roky později. Palivo pro něj rovněž dodávali američtí výrobci, a to až do roku 1976, kdy vedení JAR odmítlo podepsat Smlouvu o nešíření jaderných zbraní a USA s ní přerušily veškerou spolupráci v jaderné oblasti. Činnost reaktoru byla omezena a země urychlila budování vlastních obohacovacích kapacit na továrně „Y-Plant“ ve městě Valindaba.
Dalším objektem je jaderná elektrárna Koeberg, kterou postavili francouzské společnosti Framatome, jenž dodal reaktor, a Alstom, která vyrobila nejadernou část (evropské země spolupracovaly s JAR i po roce 1976).

## Vojenský jaderný program
Vedle mírových JAR tajně vyvíjela rovněž vojenské jaderné technologie pod krytím výzkumu civilních jaderných výbušnin. Jihoafrickým vědcům se povedlo vytvořit jadernou bombu vlastní konstrukce (nejjednodušší možné, s dělovou hlavicí). Jihoafričtí inženýři a politici rafinovaně obcházeli mezinárodní zákazy a embarga, hlavice byly sestavovány z komponent, které dokázali koupit v zahraničí a vyrobit sami. Koncem 80. let měla JAR k dispozici 5 funkčních a jednu zkušební jadernou bombu bez obohaceného uranu. 
Začátkem 90. let se prezidentem země stal Frederik de Klerk, spojovaný ve světě především s ukončením éry apartheidu. Kromě toho však jeho kabinet zahájil přípravy k jadernému odzbrojení. JAR podepsala Smlouvu o nešíření jaderných zbraní a postupně veškerý svůj jaderný arzenál zlikvidovala. Stala se první zemí na světě, která tak učinila. 